# Aeroportul Internațional Maku
Aeroportul Internațional Maku (IATA: IMQ, ICAO: OITU) este un aeroport din Provincia Azerbaidjanul de Vest, Iran ce deservește zona Maku.
Situat la o altitudine de 956 m, aeroportul dispune de o singură pistă. Este operat de Iranian Airports Holding Company⁠(d).